# Panagiotis Doxaras
Panagiotis Doxaras (griego: Παναγιώτης Δοξαράς; Península de Mani; 1662-Corfú; 1729) fue un pintor griego que fundó la Escuela Heptanesa de arte griego.

## Biografía

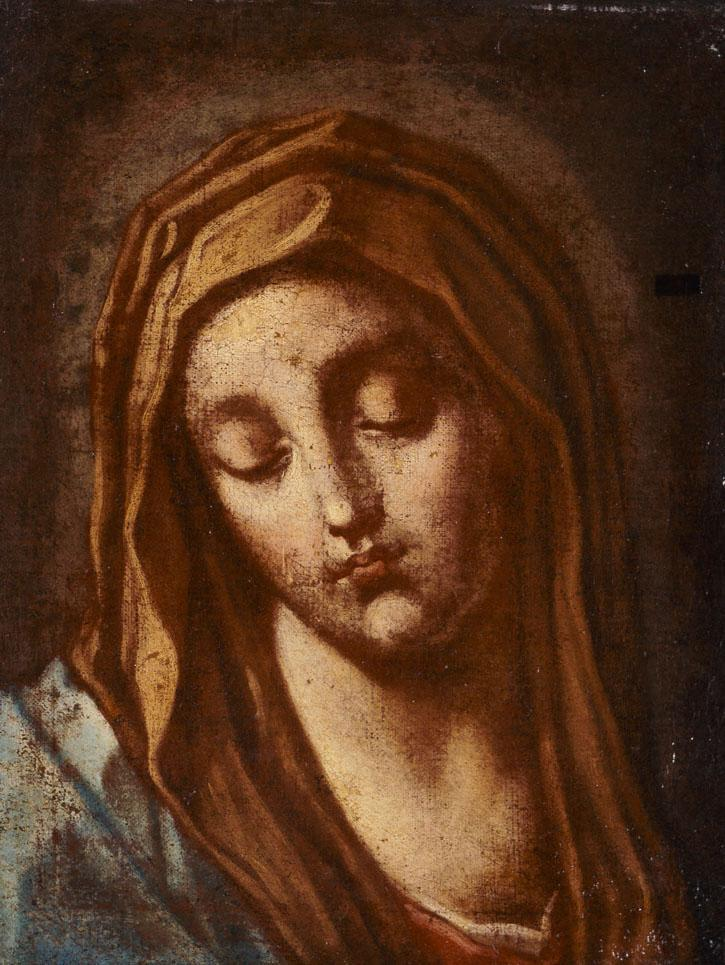
Virgen María (ca. 1700). Pintura al óleo en lienzo, 43 cm x 32,5 cm, Pinacoteca Étnica-Museo Alexandros Soutzos; Atenas, Grecia.

En 1664 su familia se mudó a Zante en donde aprendió iconografía bajo la tutela de Leo Moscos. En 1694 se unió al ejército de la República de Venecia y luchó contra los otomanos en Quíos. En 1696 dejó el ejército veneciano, y éstos lo reconocieron otorgándole el título de caballero, y hacia 1721, le concedieron con varias hectáreas de tierra en Leucas. De 1699 a 1704 estudió pintura en Venecia, y de 1704 a 1715 vivió en Kalamata. El resto de su vida la pasó en las Islas Jónicas, viviendo en Leucas, Corfú y Zante.

## Obra
Su obra es punto de partida de la pintura griega hacia el arte renacentista a partir de la iconografía bizantina. Doxaras admiró a los pintores italianos, en especial a Leonardo Da Vinci, cuyo libro El arte de la pintura (Trattato della pittura) tradujo al griego En 1726 escribió  Sobre la pintura (Περί ζωγραφίας), texto teórico de gran reconocimiento que generaría debate y controversia, en el cual proponía que el arte griego se apartara del arte bizantino para aproximarse al europeo occidental. Originalmente publicado tras la muerte de Doxaras en 1871, el artículo aun hoy en día es tema de debate en Grecia.
A pesar de los temas religiosos, fue el primer pintor que trató representar en forma realista los rostros de sus figuras y los escenarios religiosas. Doxaras también introdujo a la iconografía griego la técnica al óleo que reemplazó el viejo métoodo de mezclar pigmentos con yema de huevo. Siguiendo la técnica de Paolo Veronese pintó el cielo de la iglesia de Agios Spyridonas (San Espiridión) en Corfú. Desafortunadamente las imágenes se erosionaron y fueron reemplazadas a mediados del siglo XIX por unas nuevas pintadas por Nikolaos Aspiotis. Doxaras fue el primer pintor que trabajó el retrato pictórico. Sus retrato más conocidos es aquel del Conde Graf von der Schulenburg, dirigente del ejército veneciano y defensor de Corfú. Nikolaos Doxaras (1700/1706-1775), hijo de Panagiotis Doxaras continuó con el legado artístico de su padre.